# Lista odcinków serialu anime Initial D
Ten artykuł zawiera listę wszystkich wyemitowanych odcinków anime Initial D, wyprodukowanego na podstawie mangi autorstwa Shūichiego Shigeno.
Poszczególne odcinki (z wyjątkiem odcinków OVA i filmów pełnometrażowych) nazywane są aktami (np. ACT.1, ACT.2 itp.).
W latach 1998–2016 łącznie wyprodukowano 80 odcinków, 5 odcinków OVA oraz 4 filmy pełnometrażowe (w tym 3 z serii Shin Gekijō-ban Initial D: Legend).

## Initial D (1998)
| Lp. | Tytuł odcinka                                                                       | Premiera             |
| --- | ----------------------------------------------------------------------------------- | -------------------- |
| 1   | Kyūkyoku no tōfu-ya Drift Kyūkyoku no tōfu-ya dorifuto (究極のとうふ屋ドリフト)     | 18 kwietnia 1998     |
| 2   | Revenge sengen! Hoeru Turbo Ribenji sengen! Hoeru tābo (リベンジ宣言!ほえるターボ)  | 25 kwietnia 1998     |
| 3   | Downhill Specialist tōjō Daunhiru supesharisuto tōjō (ダウンヒルスペシャリスト登場) | 2 maja 1998          |
| 4   | Kōryū-sen totsunyū! (交流戦突入!)                                                   | 9 maja 1998          |
| 5   | Ketchaku! Dogfight! Ketchaku! Doggufaito! (決着!ドッグファイト!)                    | 16 maja 1998         |
| 6   | Aratanaru chōsen-sha (新たなる挑戦者)                                               | 23 maja 1998         |
| 7   | Hashiri ya no Pride Hashiri ya no puraido (走りやのプライド)                        | 13 czerwca 1998      |
| 8   | Time Up sunzen Taimuappu sunzen! (タイムアップ寸前!)                                | 20 czerwca 1998      |
| 9   | Genkai Battle! Genkai batoru! (限界バトル!)                                         | 27 czerwca 1998      |
| 10  | Bakuretsu! 5-ren Hairpin Bakuretsu! 5-ren heapin (爆裂!5連ヘアピン)                 | 4 lipca 1998         |
| 11  | Dangerous Shingo tōjō! Denjarasu Shingo tōjō! (デンジャラス慎吾登場!)               | 11 lipca 1998        |
| 12  | FR-goroshi no Deathmatch! FR-goroshi no desumatchi! (FR殺しのデスマッチ!)           | 1 sierpnia 1998      |
| 13  | Itsuki no hatsu Date Itsuki no hatsu dēto (イツキの初デート)                        | 8 sierpnia 1998      |
| 14  | Shinka suru Drift tensai! Shinka suru dorifuto tensai! (進化するドリフト天才!)      | 15 sierpnia 1998     |
| 15  | Takumi· dotō no gekisō! (拓海·怒涛の激走!)                                          | 22 sierpnia 1998     |
| 16  | Usuitōge no Angel Usuitōge no Enjeru (碓氷峠のエンジェル)                           | 29 sierpnia 1998     |
| 17  | Sudden death·Deathmatch Sadondesu·desumatchi (サドンデス·デスマッチ)                | 12 września 1998     |
| 18  | Neppū! Gekisō! Usuitōge (熱風!激走!碓氷峠)                                          | 19 września 1998     |
| 19  | Ketchaku! Superdrift Ketchaku! Sūpādorifuto (決着!スーパードリフト)                 | 26 września 1998     |
| 20  | The end of summer Ji· endo· Obu· samā (ジ·エンド·オブ·サマー)                       | 1 października 1998  |
| 21  | Superstar kara no chōsen-jō Supāsutā kara no chōsen-jō (スパースターからの挑戦状)   | 17 października 1998 |
| 22  | Gekitō! Hillclimb Gekitō! Hirukuraimu (激闘!ヒルクライム)                           | 24 października 1998 |
| 23  | Ame no Downhill battle! Ame no daunhiru batoru! (雨のダウンヒルバトル!)             | 7 listopada 1998     |
| 24  | Akagi no shiroi suisei! (赤城の白い彗星!)                                           | 14 listopada 1998    |
| 25  | Kessen! Last battle Kessen! Rasutobatoru (決戦!ラストバトル)                        | 28 listopada 1998    |
| 26  | Shin Downhill densetsu! Shin daunhiru densetsu! (新ダウンヒル伝説!)                 | 5 grudnia 1998       |

## Initial D: Second Stage (1999–2000)
| Lp. | Lp. | Tytuł odcinka | Premiera             |
| --- | --- | --- | -------------------- |
| 1   | 27  | Okite ya buri no super weapon! Okite ya buri no sūpāuepon! (掟やぶりのスーパーウエポン!)                          | 14 października 1999 |
| 2   | 28  | Run Evo gundan, Akina shutsugeki! Ran'ebo gundan, Akina shutsugeki! (ランエボ軍団、秋名出撃!)                     | 21 października 1999 |
| 3   | 29  | Haiboku no yokan (敗北の予感)                                                                                     | 28 października 1999 |
| 4   | 30  | Moenai shōri (燃えない勝利)                                                                                       | 4 listopada 1999     |
| 5   | 31  | Hametsu e no Countdown Hametsu e no kauntodaun (破滅へのカウントダウン)                                           | 11 listopada 1999    |
| 6   | 32  | Sayōnara Hachiroku (さようならハチロク)                                                                           | 18 listopada 1999    |
| 7   | 33  | Akagi Battle! Shiro to kuro no senkō! Akagi batoru! Shiro to kuro no senkō! (赤城バトル! 白と黒の閃光!)           | 25 listopada 1999    |
| 8   | 34  | Sono kuruma kyōbō ni tsuki (そのクルマ 凶暴につき)                                                                | 2 grudnia 1999       |
| 9   | 35  | New Hachiroku tanjō Nyūhachiroku tanjō (ニューハチロク誕生)                                                       | 9 grudnia 1999       |
| 10  | 36  | Sensen fukoku Hachiroku Turbo Sensen fukoku Hachiroku tābo (宣戦布告ハチロクターボ)                               | 16 grudnia 1999      |
| 11  | 37  | Fūin wa tokihanata reta... (封印は解き放たれた...)                                                                | 6 stycznia 2000      |
| 12  | 38  | Hachiroku VS Hachiroku tamashī no Battle Hachiroku VS Hachiroku tamashī no batoru (ハチロクVSハチロク 魂のバトル) | 13 stycznia 2000     |
| 13  | 39  | Utsuri yuku kisetsu no naka de (移りゆく季節のなかで)                                                             | 20 stycznia 2000     |

## Initial D: Third Stage (2001)
| Lp.                 | Tytuł                                        | Premiera         |
| ------------------- | -------------------------------------------- | ---------------- |
| Film pełnometrażowy | Initial D: Third Stage (頭文字D Third Stage) | 13 stycznia 2001 |

## Initial D: Extra Stage (2001)
| Lp.   | Tytuł odcinka                                                                              | Premiera      |
| ----- | ------------------------------------------------------------------------------------------ | ------------- |
| OVA 1 | Impact Blue no kanata ni... Inpakutoburū no kanata ni... (インパクトブルーの彼方に ・・・) | 22 marca 2001 |
| OVA 2 | Sentimental White Senchimentaru howaito (センチメンタル ホワイト)                          | 22 marca 2001 |

## Initial D: Battle Stage (2002)
| Lp. | Lp.   | Tytuł odcinka                                  | Premiera     |
| --- | ----- | ---------------------------------------------- | ------------ |
| OVA | OVA 3 | Initial D: Battle Stage (頭文字D Battle Stage) | 15 maja 2002 |

## Initial D: Fourth Stage (2004–2006)
| Lp. | Lp. | Tytuł odcinka                                                                 | Premiera             |
| --- | --- | ----------------------------------------------------------------------------- | -------------------- |
| 1   | 40  | Project D Purojekuto D (プロジェクトD)                                        | 16 kwietnia 2004     |
| 2   | 41  | Zenkai! Downhill battle Zenkai! Daunhiru batoru (全開!ダウンヒルバトル)       | 16 kwietnia 2004     |
| 3   | 42  | Tōdō juku saikyō no otoko (東堂塾最強の男)                                    | 19 czerwca 2004      |
| 4   | 43  | Futatsu no Advice Futatsu no adobaisu (二つのアドバイス)                      | 19 czerwca 2004      |
| 5   | 44  | Shōri e no start line Shōri e no sutātorain (勝利へのスタートライン)          | 21 sierpnia 2004     |
| 6   | 45  | Blind·attack Buraindo·atakku (ブラインド·アタック)                            | 21 sierpnia 2004     |
| 7   | 46  | Arashi no hachigō Turbo Arashi no hachigō tābo (嵐のハチゴーターボ)           | 15 października 2004 |
| 8   | 47  | Unmei no FD Battle Unmei no FD batoru (運命のFDバトル)                        | 15 października 2004 |
| 9   | 48  | Kyōko no kokuhaku (恭子の告白)                                                | 17 grudnia 2004      |
| 10  | 49  | Saitama Area saishū heiki Saitama eria saishū heiki (埼玉エリア最終兵器)      | 17 grudnia 2004      |
| 11  | 50  | Ame no Downhill battle Ame no daunhiru batoru (雨のダウンヒルバトル)          | 18 lutego 2005       |
| 12  | 51  | Kattō no Straight Kattō no sutorēto (葛藤のストレート)                        | 18 lutego 2005       |
| 13  | 52  | Motivation Mochibēshon (モチベーション)                                       | 15 kwietnia 2005     |
| 14  | 53  | Kanashiki Lonely driver Kanashiki ronrī doraibā (悲しきロンリードライバー)    | 15 kwietnia 2005     |
| 15  | 54  | 4WD Complex 4WD konpurekkusu (4WDコンプレックス)                              | 17 czerwca 2005      |
| 16  | 55  | Ikari no hill·climb Ikari no hiru·kuraimu (怒りのヒル·クライム)               | 17 czerwca 2005      |
| 17  | 56  | Saitama Area saishū kessen Saitama eria saishū kessen (埼玉エリア最終決戦)    | 19 sierpnia 2005     |
| 18  | 57  | Last·Drive Rasuto· doraibu (ラスト·ドライブ)                                  | 19 sierpnia 2005     |
| 19  | 40  | Godfoot to God arm Goddofutto to goddoāmu (ゴッドフットとゴッドアーム)        | 14 października 2005 |
| 20  | 58  | Chōzetsu GT-R! (超絶GT-R!)                                                    | 14 października 2005 |
| 21  | 59  | Dogfight Doggufaito (ドッグファイト)                                          | 16 grudnia 2005      |
| 22  | 60  | One hand steer no majutsu Wan hando sutea no majutsu (ワンハンドステアの魔術) | 16 grudnia 2005      |
| 23  | 61  | Endless Battle Endoresu batoru (エンドレスバトル)                             | 17 lutego 2006       |
| 24  | 62  | Owaranai chōsen (終わらない挑戦)                                              | 17 lutego 2006       |

## Initial D: Battle Stage 2 (2007)
| Lp. | Lp.   | Tytuł odcinka                                      | Premiera     |
| --- | ----- | -------------------------------------------------- | ------------ |
| OVA | OVA 4 | Initial D: Battle Stage 2 (頭文字D Battle Stage 2) | 30 maja 2007 |

## Initial D: Extra Stage 2 (2008)
| Lp. | Lp.   | Tytuł odcinka | Premiera            |
| --- | ----- | --- | ------------------- |
| OVA | OVA 5 | Initial D: Extra Stage 2: Tabidachi no Green Initial D: Extra Stage 2: Tabidachi no gurīn (頭文字D Extra Stage 2 ～旅立ちのグリーン～) | 3 października 2008 |

## Initial D: Fifth Stage (2012–2013)
| Lp. | Lp. | Tytuł odcinka                                                                        | Premiera         |
| --- | --- | ------------------------------------------------------------------------------------ | ---------------- |
| 1   | 63  | Unmei no deai (運命の出会い)                                                         | 9 listopada 2012 |
| 2   | 64  | Aratanaru senjō (新たなる戦場)                                                       | 9 listopada 2012 |
| 3   | 65  | Deddo rain Dead Line (デッド・ライン)                                                | 14 grudnia 2012  |
| 4   | 66  | In'nen no Revenge Battle In'nen no ribenji batoru (因縁のリベンジバトル)             | 14 grudnia 2012  |
| 5   | 67  | Fujiwara Zone Fujiwara zōn (藤原ゾーン)                                              | 11 stycznia 2013 |
| 6   | 68  | Keisuke no iji (啓介の意地)                                                          | 11 stycznia 2013 |
| 7   | 69  | Mu (zero) no kokoro (無（ゼロ）の心)                                                 | 8 lutego 2013    |
| 8   | 70  | Shiroi akuma (白い悪魔)                                                              | 8 lutego 2013    |
| 9   | 71  | Shinigami (死神)                                                                     | 8 marca 2013     |
| 10  | 72  | Shūshifu (終止符)                                                                    | 8 marca 2013     |
| 11  | 73  | Shūshifu. Soshite…… (終止符。そして……)                                               | 12 kwietnia 2013 |
| 12  | 74  | Burazāzu Brothers (ブラザーズ)                                                       | 12 kwietnia 2013 |
| 13  | 75  | Sōtei-gai Battle Sōtei-gai batoru (想定外バトル)                                     | 10 maja 2013     |
| 14  | 76  | Ketchaku! Kyokugen Hillclimb Ketchaku! Kyokugen hirukuraimu (決着！極限ヒルクライム) | 10 maja 2013     |

## Initial D: Final Stage (2014)
| Lp. | Lp. | Tytuł odcinka                  | Premiera        |
| --- | --- | ------------------------------ | --------------- |
| 1   | 77  | Natural Nachuraru (ナチュラル) | 16 maja 2014    |
| 2   | 78  | Saikyō no teki (最強の敵)      | 16 maja 2014    |
| 3   | 79  | Kiken'na nioi (危険な匂い)     | 22 czerwca 2014 |
| 4   | 80  | Dream Dorīmu (ドリーム)        | 22 czerwca 2014 |

## Shin Gekijō-ban Initial D: Legend (2014–2016)
Seria jest powtórzeniem wydarzeń ujętych w mandze. Seria została podzielona na 3 części, które wyświetlane były w japońskich kinach kolejno w 2014, 2015 i 2016 roku.
| Lp.                   | Tytuł                                                                            | Premiera         |
| --------------------- | -------------------------------------------------------------------------------- | ---------------- |
| Film pełnometrażowy 1 | Shin Gekijō-ban Initial D: Legend 1 - Kakusei (新劇場版「頭文字D」Legend1-覚醒-) | 23 sierpnia 2014 |
| Film pełnometrażowy 2 | Shin Gekijō-ban Initial D: Legend 2 - Tōsō (新劇場版「頭文字D」Legend2-闘走-)    | 23 maja 2015     |
| Film pełnometrażowy 3 | Shin Gekijō-ban Initial D: Legend 3 - Mugen (新劇場版「頭文字D」Legend3-夢現-)   | 6 lutego 2016    |